# Felice Laudadio
Pour les articles homonymes, voir Laudadio.
Felice Laudadio, né le 25 avril 1944 à Mola di Bari dans la province de Bari dans les Pouilles, est un écrivain, un scénariste, un producteur de cinéma, un journaliste et un critique italien. Il est le frère du réalisateur et scénariste Francesco Laudadio.

## Biographie
Felice Laudadio débute comme journaliste et critique pour le quotidien L'Unità puis pour l'hebdomadaire Rinascita.
Il a été à la tête des institutions les plus importantes du cinéma italien: président de la Fondazione Centro Sperimentale di Cinematografia (le CSC, qui régit l'École nationale de cinéma et la Cinémathèque Nationale, 2016-2021), CEO de l'Istituto Luce (1994), président de Cinecittà Holding (1999-2002), créateur et fondateur en 2004 de la Maison du Cinema de Rome qu'il a dirigé jusqu'en 2011.
Il a dirigé la Mostra de Venise (1997-98) et immédiatement après le TaorminaFilmFest (1999-2006). Il a créé, fondé et dirigé pendant de nombreuses années le MystFest, le festival EuropaCinema, le Prix Saint-Vincent du cinéma italien (Grolle d'oro), le Prix Fellini, le Prix Solinas, l'ItaliaFilmFest, la section européenne du Palm Springs International Film Festival en Californie et autres événements en Amérique Latine ainsi qu'à Strasbourg et Bruxelles. Il a été directeur du Carnaval de Venise (2003-2004) consacré au théâtre, à la musique, à la danse, à l'art. En 2007, il a planifié et dirigé la première édition du RomaFictionFest.
En 2009, il a inventé le Bari International Film Festival (également connu sous le diminutif de Bif&st) dont il assure depuis la direction avec Ettore Scola, Margarethe von Trotta et Volker Schlöndorff comme présidents.
Il a écrit et produit le film Le Long Silence (3 prix au Festival de Montréal et 3 Golden Globes de la presse étrangère, dont un pour son scénario) et co-écrit Das Versprechen (nomination de l'Allemagne à l'Oscar), tous deux réalisés de Margarethe von Trotta, et a coproduit pour l'Istituto Luce une douzaine de films réalisés entre autres par Theo Angelopoulos, Marco Bellocchio, Sergio Citti, Luigi Magni, Michele Placido, Ettore Scola. Il a été producteur associé du film Par delà des nuages de Michelangelo Antonioni et Wim Wenders. En 2001, il conçoit et produit pour Cinecittà Holding le premier film italien tourné entièrement en numérique, Sei come sei, présenté à la Berlinale.
De 2017 à 2021, il a été directeur de Bianco e Nero, la plus ancienne revue de cinéma italienne qui, sous sa direction, a publié de puissants volumes monographiques consacrés à Andrea Camilleri, Piero Tosi, Alberto Sordi, Bernardo Bertolucci, Mario Monicelli, Carlo Lizzani, Mariangela Melato, Ettore Scola et des numéros monographiques consacrés aux plateformes numériques (Netflix et au-delà), Cinéma&Covid et Cinéma et Moyen Âge. Il a également dirigé les revues «Classe», «Script» et «Cinecittà». Il fait partie de l'Union des critiques de cinéma et est membre honoraire de la Fipresci (Fédération internationale des critiques de cinéma), membre de l'Académie européenne du cinéma de Berlin et de l'Académie italienne du cinéma.
De 1963 à 1974, il a travaillé pour les maisons d'édition Laterza, Dedalo, Mazzotta et Abitare.
Après le lycée classique, il a obtenu un diplôme en sciences politiques à l'Université de Bari et un Master à l'ISIRP, l'Institut Supérieur International des Relations Publiques de Rome.
En 1987, il a été filmé à Rimini, pendant le festival EuropaCinema (it) dirigé par lui, par le cinéaste Gérard Courant pour son anthologie cinématographique Cinématon. Il est le numéro 936 de cette collection.
Il a publié le volume Faire festival (1996) et le roman La couleur du sang (2005). En 2018, pour les éditions Laterza, il a publié le roman Fotogrammi et en 2020 le volume Portraits et autoportraits. Cinéma, théâtre, télévision et la bataille des idées. En décembre 2023 paraît en librairie son dernier livre, Pour qui sonne le glas. Aventures tragi-comiques d'un organisateur (Edizioni Sabinae, pages 486).

## Filmographie

### Comme scénariste
- 1993 : Le Long silence (Il Lungo silenzio) de Margarethe von Trotta
- 1994 : Les Années du mur (Das Versprechen) de Margarethe von Trotta

### Comme producteur
- 1993 : Le Long silence (Il Lungo silenzio) de Margarethe von Trotta
- 1995 : Par-delà les nuages de Michelangelo Antonioni et Wim Wenders

## Œuvre
- Fare festival (Edizioni EuropaCinema,1996)
- Il colore del sangue (Ila Palma Editore, 2005)
- Fotogrammi (Laterza, 2018)
- Portraits et autoportraits. Cinéma, théâtre, télévision et la bataille des idées (CSC-Rubbettino, 2020)
- Pour qui sonne le glas. Aventures tragi-comiques d'un organisateur (Edizioni Sabinae, pages 486, 2023).